# John Beck
John Beck (ur. 28 stycznia 1943 w Chicago) – amerykański aktor filmowy i telewizyjny.

## Życiorys

### Wczesne lata
Urodził się w Chicago w stanie Illinois, gdzie na farmie ojca spędził wczesne lata dzieciństwa. Później zamieszkał z rodziną w Evanston i Joliet, również w Illinois. Jego ambicją było zostać weterynarzem, jednak po występie szkolnym, który dał w wieku 16 lat, został zachęcony przez nauczycieli, aby spróbować dostać się do szkoły teatralnej. W 1962 przeniósł się do Kalifornii i zarabiał na życie, występując w reklamach telewizyjnych. W latach 1963–1964 uczęszczał do Joliet Junior College i również został zapisany do klasy aktorskiej.

### Kariera
Po występie w sitcomie NBC I Dream of Jeannie (Marzę o Jeannie, 1965) z Barbarą Eden i operze mydlanej NBC Dni naszego życia (Days of Our Lives, 1966) trafił na duży ekran rolą w filmie science fiction Cyborg 2087 (1966) z udziałem Wendella Coreya i Harry’ego Careya Jr.. Przez jeden sezon grał drugoplanową rolę Ketchama w serialu NBC Nichols (1971–1972). W kolejnych latach pojawiał się gościnnie w wielu innych serialach telewizyjnych, m.in.: Bonanza (1969), Gunsmoke (1970) czy Hawaii Five-O (1974).
Uwagę międzynarodowej publiczności zwrócił na siebie rolą podziemnego lidera Erno, który prowadzi bunt przeciwko faszystowskim rządem, w komedii sci-fi Woody’ego Allena Śpioch (Sleeper, 1973). Pojawił się także jako John W. Poe w westernie Sama Peckinpaha Pat Garrett i Billy Kid (Pat Garrett i Billy the Kid, 1973). W tym samym roku wystąpił  w spektaklu The Collected Works of Billy the Kid wystawianym w Center Theatre Group – Mark Taper Forum w Los Angeles. Zagrał Moonpie’a w filmie science fiction Normana Jewisona Rollerball (1975) z Jamesem Caanem.
W latach 70. był sprawnym bokserem amatorem i zdobył kilka tytułów, m.in. 'Złotą Rękawicę 1973' w Chicago, a na potrzeby filmu był w stanie wykonać wiele własnych wyczynów kaskaderskich.
Zagrał Samsona w miniserialu NBC Najwięksi bohaterowie Biblii (Greatest Heroes of the Bible, 1978). Przez kilkanaście lat obsadzany był w rolach drugoplanowych w dramatach, komediach i produkcjach niskobudżetowych, zanim wreszcie otrzymał swoją pierwszą ważną główną rolę – Sama Curtisa w operze mydlanej NBC Flamingo Road (1980–1982), a następnie Marka Graisona, męża Pameli Ewing (Victoria Principal) w operze mydlanej CBS Dallas (1983–1986). W operze mydlanej NBC Santa Barbara (1991–1992) wystąpił w roli sędziego Davida Raymonda, przyjaciela CC Capwella. Użyczył głosu Punisherowi w trzech odcinkach serialu animowanego Spider-Man (Spider-Man: The Animated Series, 1995, 1997).
W 2009 zakończył karierę aktorską.

## Życie prywatne
W latach 1954–1955 był związany z aktorką Susan Hayward. Na planie westernu Szeryf (1970) poznał brytyjską modelkę Tinę Carver, z którą ożenił się w 1971 oraz ma trzy córki: Natashę, Talię i Tatianę, oraz syna Tarę Jamesa.

## Filmografia

### Filmy fabularne
| Rok  | Tytuł                                                                | Rola                                | Reżyser                     |
| ---- | -------------------------------------------------------------------- | ----------------------------------- | --------------------------- |
| 1966 | Cyborg 2087                                                          | Skinny                              | Franklin Adreon             |
| 1967 | A Good Time with a Bad Girl                                          | Kowboj                              | Barry Mahon                 |
| 1968 | Three in the Attic                                                   | Jake                                | Richard Wilson              |
| 1969 | Milcząca broń (The Silent Gun, TV)                                   | Billy Reed                          | Michael Caffey              |
| 1970 | Szeryf (Lawman)                                                      | Jason Bronson                       | Michael Winner              |
| 1970 | Pani Pollifax-Spy (Mrs. Pollifax-Spy)                                | Lulash                              | Robert Luketic              |
| 1971 | Lock, Stock and Barrel (TV)                                          | Micah Brucker                       | Jerry Thorpe                |
| 1973 | Pat Garrett i Billy Kid (Pat Garrett i Billy the Kid)                | Poe                                 | Sam Peckinpah               |
| 1973 | Papierowy bohater (Paperback Hero)                                   | Pov                                 | Peter Pearson               |
| 1973 | Śpioch (Sleeper)                                                     | Erno Windt                          | Woody Allen                 |
| 1974 | Sidekicks (TV)                                                       | Luke                                | Burt Kennedy                |
| 1974 | Only God Knows                                                       | wielebny Philip Norman              | Peter Pearson               |
| 1974 | Nightmare Honeymoon                                                  | Lee                                 | Elliot Silverstein          |
| 1974 | Prawo (Law, TV)                                                      | Gene Carey                          | John Badham                 |
| 1975 | Atak terroru (Attack on Terror: The FBI vs. the Ku Klux Klan, TV)    | George Greg                         | Marvin J. Chomsky           |
| 1975 | Rollerball                                                           | Moonpie                             | Norman Jewison              |
| 1976 | Sky Riders                                                           | Ben                                 | Douglas Hickox              |
| 1976 | Zew krwi (The Call of the Wild, TV)                                  | John Thornton                       | Jerry Jameson               |
| 1976 | Wielki autobus (The Big Bus)                                         | Shoulders                           | James Frawley               |
| 1977 | Audrey Rose                                                          | Bill Templeton                      | Robert Wise                 |
| 1977 | Druga strona północy (The Other Side of Midnight)                    | Larry Douglas                       | Charles Jarrott             |
| 1978 | Wehikuł czasu (The Time Machine, TV)                                 | Neil Perry                          | Henning Schellerup          |
| 1979 | Buffalo Soldiers (TV)                                                | Pułkownik Frank 'Buckshot' O’Connor | Vincent McEveety            |
| 1980 | Gridlock (TV)                                                        | Buzz Gregory                        | James Frawley               |
| 1985 | Peyton Place: The Next Generation (TV)                               | Dorian Blake                        | Larry Elikann               |
| 1986 | Crazy Dan (TV)                                                       | Dan Gatlin                          | Stuart Margolin             |
| 1987 | Złudzenie (Deadly Illusion)                                          | Alex Burton                         | Larry Cohen, William Tannen |
| 1988 | Perry Mason: The Case of the Lady in the Lake (TV)                   | Doug Vickers                        | Ron Satlof                  |
| 1989 | Płomienie i deszcz (Fire and Rain, TV)                               | Kapitan Edward Conners              | Jerry Jameson               |
| 1989 | W chłodzie nocy (In the Cold of the Night)                           | Rudy                                | Nico Mastorakis             |
| 1991 | Śmierć w Arizonie (A Climate for Killing)                            | Kyle Shipp                          | J.S. Cardone                |
| 1991 | Star Trek VI: Wojna o pokój (Star Trek VI: The Undiscovered Country) | Kelner                              | Nicholas Meyer              |
| 1994 | Last Time Out                                                        | Joe Dolan                           | Don Fox Greene, Robert Long |
| 1995 | W mroku dnia (Black Day Blue Night)                                  | Kucharz Morris Reed                 | J.S. Cardone                |
| 1997 | Mroczna planeta (Dark Planet)                                        | buntownik Generał                   | Albert Magnoli              |
| 2000 | Zastępstwo (The Alternate)                                           | Prezydent Fallbrook                 | Sam Firstenberg             |
| 2005 | Twarde lądowanie (Crash Landing)                                     | Generał McClaren                    | Jay Andrews                 |

### Seriale TV
- 1965: I Dream of Jeannie (Marzę o Jeannie) jako sierżant
- 1966: Dni naszego życia (Days of Our Lives) jako Sam Wilson
- 1966: Hank jako Noogy Winkler
- 1968: The Outcasts jako Jesse
- 1969: Bonanza jako Walt Nagel
- 1969: Dni w dolinie śmierci (Death Valley Days) jako Sandy Peters
- 1969: The Mod Squad jako Bill
- 1969: Mannix jako Jerry Boyes
- 1969: F.B.I. (The F.B.I.) jako Harvey Windsor
- 1969: Love, American Style jako Howard Stone
- 1970: Gunsmoke jako Albert Vail
- 1970: Lancer jako Chad Lancer / Chad Buford
- 1970: Mission: Impossible jako John Hecker
- 1970: Bonanza jako Luke
- 1971: Młodzi prawnicy (The Young Lawyers) jako Mark Bradbury
- 1971: Dan August jako Steve Phipps
- 1971: Gunsmoke jako Moody Fowler
- 1971–1972: Nichols jako Ketcham / Orv / Ketchum
- 1974: Hawaii Five-O jako Walter Stark
- 1975: Three for the Road jako Rick Sadler
- 1975: Gunsmoke jako Mitch Hansen
- 1978: Wheels jako Peter Flodenhale
- 1978: What Really Happened to the Class of '65? jako dr Tanner
- 1978: Najwięksi bohaterowie Biblii (Greatest Heroes of the Bible) jako Samson
- 1979: Jak zdobywano Dziki Zachód (How the West Was Won) jako Clay Wesley
- 1979: Time Express jako Roy Culper
- 1980–1982: Flamingo Road jako Sam Curtis
- 1981: Unchained (Tales of the Unexpected) jako Jack
- 1982: Matt Houston jako Dandy Randy Haines
- 1983: Fantastyczna wyspa (Fantasy Island) jako Jim Danning
- 1983: For Love and Honor porucznik Frank Logan
- 1983–1986: Dallas jako Mark Graison
- 1984: Śledztwo na cztery ręce (Partners in Crime) jako Eric Leggett
- 1984: Poszukiwacz zagubionej miłości (Finder of Lost Loves) jako Ray Powell
- 1984: Niebezpieczne ujęcia (Cover Up) jako Louis Upton
- 1985: Hotel jako Tom Sherman
- 1985: Napisała: Morderstwo (Murder, She Wrote) jako Web McCord
- 1985: Strach na wróble i pani King (Scarecrow and Mrs. King) jako Peter Brackin
- 1985: Statek miłości (The Love Boat) jako Stuard Mills
- 1986: Hunter jako Neil Jordan
- 1986: Matlock jako Brad Bingham
- 1986: Hotel jako Carter
- 1987: Magnum jako Edward T. Durant
- 1989: Strefa mroku (The Twilight Zone) jako major Alex McAndrews
- 1989–1990: Paradise, znaczy raj (Paradise) jako Matthew Grady
- 1990: Rozmowy po północy (Midnight Caller) jako Rupert Hill
- 1990: Hunter jako Michael Hayworth
- 1991: Napisała: Morderstwo (Murder, She Wrote) jako Ben Olston
- 1991–1992: Santa Barbara jako David Raymond
- 1993: Trade Winds jako Robert Philips
- 1993: Renegat jako Roger Perry
- 1993: Diagnoza morderstwo (Diagnosis Murder) jako detektyw Eugene Vickers
- 1994: Słoneczny patrol (Baywatch) jako Buzz Buchannon
- 1994: Grom w raju (Thunder in Paradise) jako kapitan. Fitch
- 1994: Star Trek: Stacja kosmiczna (Star Trek: Deep Space Nine) jako Boone
- 1994: Matlock jako Paul Cox
- 1995: Spider-Man (Spider-Man: The Animated Series) jako Punisher (głos)
- 1995: Jedwabne pończoszki (Silk Stockings) jako dr Everett Carmichael
- 1995: Modelki (Models Inc.) jako Lyle Edwards
- 1995: Dotyk anioła (Touched by an Angel) jako kapitan. Meyers
- 1996: Strażnik Teksasu (Walker, Texas Ranger) jako sierżant Lou Ross
- 1997: Spider-Man (Spider-Man: The Animated Series) jako Punisher (głos)
- 1997: Strażnik Teksasu (Walker, Texas Ranger) jako Max Elson
- 1999: Air America jako Al Craven
- 2000: Stan wyjątkowy (Martial Law) jako Martin Deveaux
- 2000: Strażnik Teksasu (Walker, Texas Ranger) jako Jake Foley
- 2001–2003: Passions jako Bruce